# الكرك
الكرك مدينة أردنية، تقع ضمن لواء قصبة الكرك في محافظة الكرك جنوب العاصمة عمّان وتبعد عنها حوالي 120 كم. يبلغ عدد سكانها حوالي 32,000 نسمة. تشرف جبالها الشاهقة على البحر الميت ومنطقة الأغوار الجنوبية.

## تاريخ
ظهرت الكرك في التاريخ لأول مرة في التوراة، وكانت تتبع ارض كنعان حيث كانت تعرف باسم قير مؤاب أو قير حارسه، كما أنها لعبت دوراً مهماً في عهد الملك ميشع (ملك مؤاب)، الذي أجبر ملك السامرة وملك أورشليم على فك الحصار عن الكرك. وقد دعم هذه الحقيقة اكتشاف نقش ميشع ملك مؤاب في ذيبان:
«أنا الذي بنى المكان المقدس لكموش الإلة ـ في كركا (أي الكرك).... وأنا حفرت القناة إلى كركا وشققت الطريق الرئيسية في وادي أرنون الموجب».
يفهم من هذا كله أن قلعة الكرك في الأصل كانت معبداً للإله لكموش بناه الملك المؤابي ميشع لهذا الغرض، وكما أن كلمة الكرك مأخوذة من كلمة كركا في اللغة الكنعانية، ومعناها «المدينة المحصنة» وهي صفة من أهم صفات هذه المدينة التاريخية.
وازدهر الكرك في عهد الدولة الأيوبية أيما ازدهار فتجددت أبواب القلعة وترممت أسوارها وأعيد بناء قراها واهتم بزراعة الأشجار والينابيع.
وتعرضت المنطقة لغزو المغول واحتل الظاهر بيبرس الكرك فاعتنى بها وحفر خنادق جديدة حول المدينة وقلعتها ثم حكمها العثمانيون في عام 1516 ونظراً لبعدها عن السلطة المركزية العثمانية تخاصمت قبائلها فيما بينها على التحكم والسيطرة.
ولعل أفضل ما كتب في الكرك جاء على لسان ابن بطوطة (محمد بن عبد الله 1303 1377) في كتابه تحفة النظار في غرائب الأمصار وعجائب الاسفار:
«ثم يرحلون إلى حصن الكرك. وهو أعجب الحصون وامنعها واشهرها. ويسمى بحصن الغراب. والوادي يطيف به من جميع جهاته وله باب واحد قد نحت المدخل إليه في الحجر الصلد. ومدخل دهليزه كذلك. وبهذا الحصن يتحصن الملوك، واليه يلجأون في النوائب وله لجأ الملك الناصر. لآنه ولي الملك وهو صغير السن. فاستولى على التدبير مملوكه سلار النائب عنه. فأظهر الملك الناصر أنه يريد الحج. ووافقه الأمراء على ذلك. فتوجه إلى الحج. فلما وصل ألى عقبة أيلة، لجأ إلى الحصن وأقام فيه أواماً ألى أن قصده أمراء الشام. واجتمعت عليه المماليك وكان قد ولي الملك في تلك المدة بيبرس الششنكير وهو أمير الطعام وتسمى بالملك المظفر. وهو الذي بنى الخانقاه البيبرسية بمقربة من خانقاه سعيد السعداء التي بناها صلاح الدين بين أيوب. فقصده الملك الناصر بالعساكر. ففر بيبرس إلى الصحراء. فتبعه العساكر فقبض عليه، فأتى به إلى الملك الناصر فأمر بقتله، فقتل. وقبض على سلار وحبس في جب حتى مات جوعاً. ويقال أنه أكل جيفة من الجوع. نعوذ بالله من ذلك. وأقام الركب في خارج الكرك أربعة أيام، بموضع يقال له الثنية. وتجهزوا لدخول البرية ثم ارتجلنا إلى معان، وهو آخر الشام ونزلنا من عقبة الصوان إلى الصحراء التي يقال فيها: داخلها مفقود وخارجها مولود. وبعد مسير يومين نزلنا ذات حج وهي حسبان لا عمارة فيها ثم وادي بلدح ولا ماء فيه».
كما أن مدينة الكرك في العصر القديم كانت ولازالت تعد من مدن المملكة الأردنية الهاشمية، وومن أبرز أحداثها في القرن العشرين: ثورة الكرك التي بدأت عام 1910 ضد الفساد الإداري للدولة العثمانية بعد استشهاد المئات من أبناء الكرك، وكانت ثورة الكرك الثورة التي مهدت الطريق لإعلان إمارة شرق الأردن عام 1921،
كما أن الكرك كانت قائدا لحراك المعلمين عام 2010 الذي تزعمه المعلم مصطفى الرواشدة واستطاع حراك المعلمين في الكرك الحصول على نقابة للمعلمين في الأردن في اواخر عام 2011.

## معالم المدينة
من أهم معالم المدينة قلعة الكرك التي بناها المؤابيون، وبرج الظاهر بيبرس ويتوسط شوارع المدينة تمثال لصلاح الدين الايوبي شاهراً سيفه نحو الغرب حيث تقع فلسطين المحتلة، وضم الكرك إلى دولته.
بالإضافة إلى مقامات كل من الأنبياء نوح والخضر ويوشع بن نون عليهم السلام، وموقع مع غزوة مؤته وأضرحة الصحابة زيد وجعفر وعبد الله رضي الله عنهم، ومدين أرض النبي شعيب.وتطل على كهف سيدنا لوط في منطقة سدوم القديمة بفلسطين.

## التعليم

### تاريخ

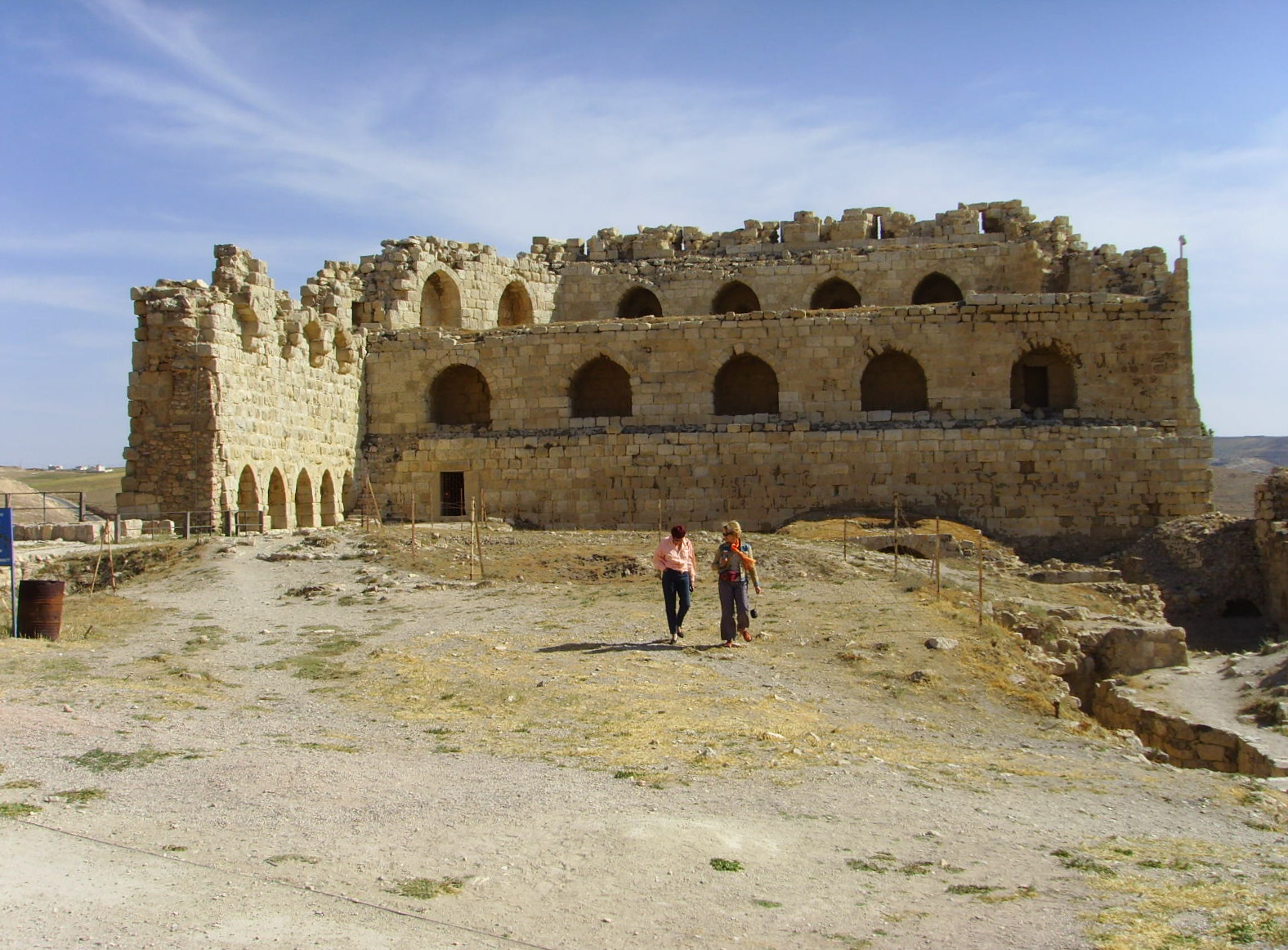
إحدى اثار المدينة

التعليم في الكرك ارتبط بالايوبيين والمماليك ونهض به الهاشميون

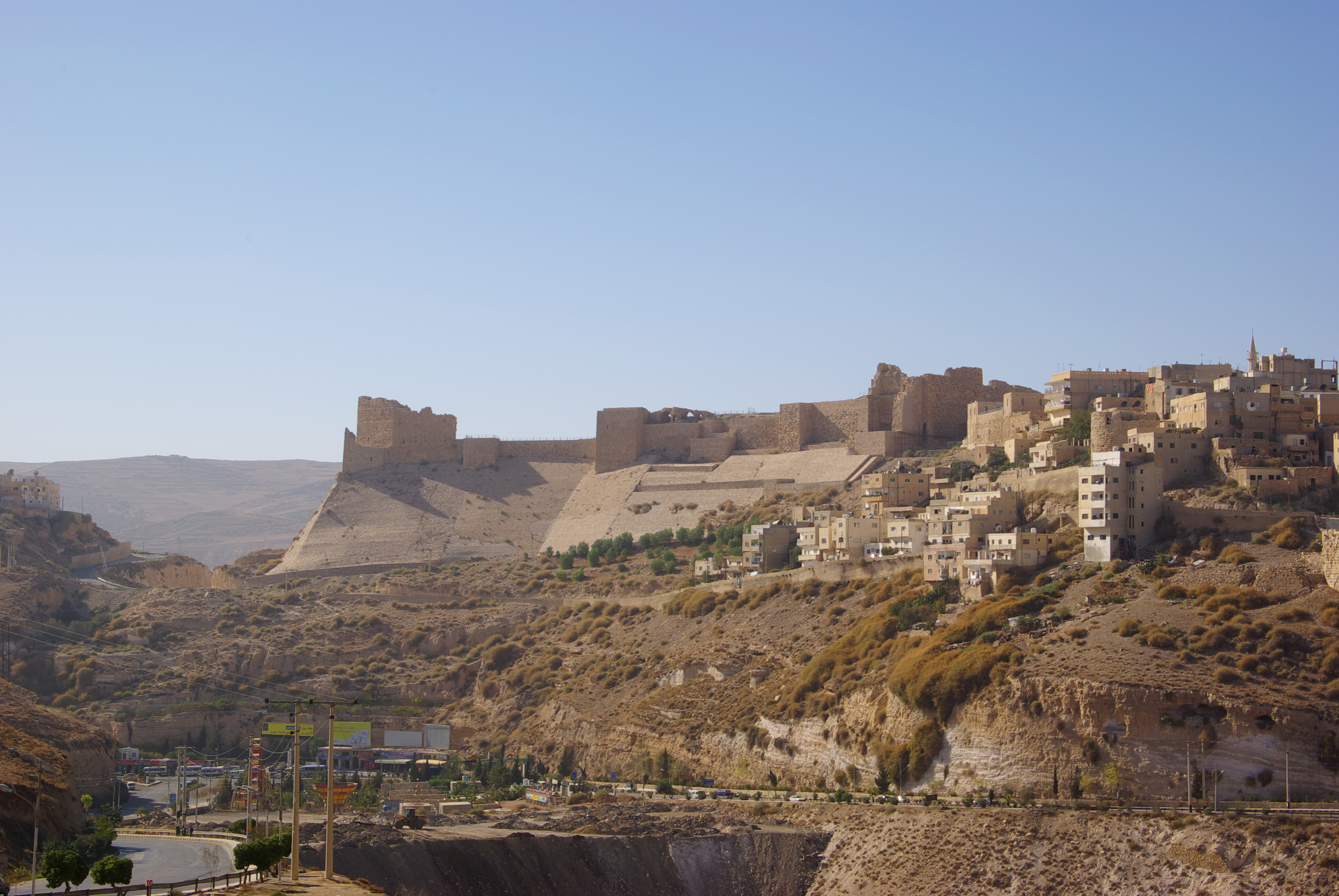
قلعة الكرك

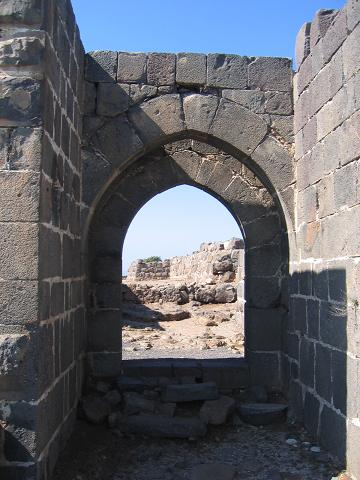

ترتبط بدايات التعليم في محافظة الكرك بالعهدين الايوبي والمملوكي واخذ الهاشميون على عاتقهم النهوض بالعلم والعلماء في مختلف ارجاء الوطن.
ففي عهد الملك الناصر داود كانت مدينة الكرك قبلة الأدباء والعلماء ومن العلماء الذين سكنوا مدينة الكرك الشاعر الأديب فخر القضاة نصرالله بن هبه الغفاري المتوفي سنة 1252 م والفيلسوف شمس الدين بن عيسى والمؤرخان سبط ابن الجوزي صاحب كتاب (مرآة الزمان) وابن واصل صاحب كتاب مفرج الكروب في أخبار بني أيوب، واسست أول مدرسة في الكرك في عهد السلطان الناصر بن قلاوون سُميت بالمدرسة الشافعية إضافة إلى الكتاتيب التي كانت منتشرة آنذاك وفي العهد المملوكي كانت مدينة الكرك إحدى المراكز التعليمية في بلاد الشام ونبع الكثير من طلابها الذين تقلدوا مناصب القضاء والتدريس في الديار المصرية والشامية مثل القاضي عماد الدين أحمد الكركي الذي عمل قاضياً للقضاة في الديار المصرية سنة 1389 واخوه القاضي علاء الدين الذي تولى كتابة سر مصر
وفي العهد العثماني تراجعت الحركة التعليمية في الكرك حتى جاءت الإصلاحات التي ادخلتها الدولة العثمانية في المنطقة عام 1840 وحينها أصبح في الكرك ثلاثة أنواع من التعليم: الكتاتيب، المدارس الحكومية والمدارس الطائفية وظل هذا التنوع التعليمي سائداً حتى رحيل العثمانيين ومن المدارس القائمة للآن مدرسة اللاتين التي أسست عام 1875 وكانت تدرس الدين المسيحي ومدرسة الروم الأرثوذكس التي ما يزال بناؤها قائماً وقد حول كسكن لراعي الطائفة وأول من درس في هذه المدارس افراميوس القسوس وهديا الصناع وعبلة مدانات وكانت أول مدرسة ابتدائية حكومية للإناث في العهد العثماني قد تأسست عام 1897 وتعمل بنظام المعارف العثماني الذي ينص على إنشاء مدرسة ابتدائية في كل قرية ويتحمل الأهالي التكاليف المترتبة عليها واسست في منطقة الكرك آنذاك أربع مدارس هي مدرسة القصبة وفيها معلم واحد ومدرسة الكرك وفيها معلم أول هو أديب افندي ومعلم تأسيسي اسمه محمد افندي إضافة إلى مدرسة في قرية الطيبة في المزار الجنوبي وتولى التدريس فيها المعلم عبد الكريم افندي وكانت هناك مدرسة سيارة متنقلة هي مدرسة المجالي وفيها معلمان هما ارشيد افندي وخليل افندي ومدرسة أخرى في كثربا تولى التدريس فيها المعلم محمد افندي وكانت أولى المدارس الحكومية التي انشئت هي مدرسة الكرك الثانوية حالياً وكانت تشغل البناء الواقع خلف المسجد الحميدي ثم انتقلت إلى موقعها الحالي الذي بُني عام 1899 وسميت بالمدرسة الرشدية وكانت تضم قسمين الابتدائي وفيه 130 طالباً والقسم الرشدي وفيه 30 طالباً، كما تأسست مدرسة رشدية في متصرفية العراق عام 1897 وظلت قائمة حتى انتهاء ثورة الكرك عام 1911 حيث قامت الدولة العثمانية بنقلها لبلدة الطيبة المجاورة نكاية بسكان بلدة العراق إثر دورهم في تفجير الثورة.
وبانتهاء الحكم العثماني سار التعليم وفقاً لخطط وزارة المعارف لسورية الكبرى وبوصول الأمير عبد الله بن الحسين إلى عمان سنه 1921 وتأسيس الدواة الأردنية ارتقى التعليم وازداد انتشار الكتاتيب واسست مدارس ابتدائية ورشديه في المزار والربة وخنزيرا وكثربا والعراق وحمود والسماكية وتطورت مدرسة الكرك الرشدية لتصبح مدرسة ثانوية غير كاملة في حين استمرت مدارس الطوائف في أداء رسالتها التعليمية وكانت مدرسة الكرك الثانوية تجمع أبناء منطقة الكرك ومناطق الأردن وأبناء الذين قدموا مع الأمير عبد الله بن الحسين وتواصل المدّ التعليمي في الكرك وازداد زخماً بعد تأسيس المملكة الأردنية الهاشمية فتضاعفت اعداد المدارس والمعاهد والجامعات والمؤسسات التعليمية التربوية الأخرى ويوجد بالكرك جامعه حكوميه هي جامعة مؤته بجناحيها المدني والعسكري وهي أول جامعه عسكريه بالشرق الأوسط بالإضافة إلى فرع جامعة البلقاء التطبيقية.

## العادات والتقاليد
تتميز الأردن بأكلة المنسف والتي لا تكتمل إلا بـ«الجميد الكركي» والفطيرة الكركية. والمنسف اكلة مكونة من الشراب واللحم والسمن البلدي، اضيف اليه الارز بعد الهجرات من فلسطين الى شرق نهر الاردن.. والشراب هو جميد مسال وهو في الأصل مكون من اللبن وكان يسمى في عهد الرسول صلى الله عليه وسلم الاقط اي اللبن المجفف.

## المناخ

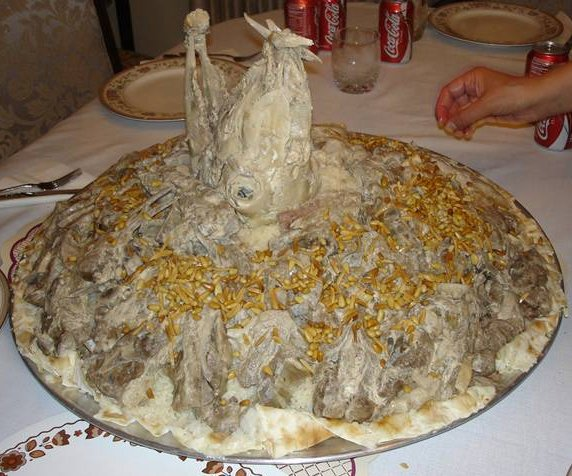
المنسف، اكلة شعبية أردنية تشتهر بها الكرك

| البيانات المناخية لـالكرك         | البيانات المناخية لـالكرك | البيانات المناخية لـالكرك | البيانات المناخية لـالكرك | البيانات المناخية لـالكرك | البيانات المناخية لـالكرك | البيانات المناخية لـالكرك | البيانات المناخية لـالكرك | البيانات المناخية لـالكرك | البيانات المناخية لـالكرك | البيانات المناخية لـالكرك | البيانات المناخية لـالكرك | البيانات المناخية لـالكرك | البيانات المناخية لـالكرك |
| الشهر                             | يناير                     | فبراير                    | مارس                      | أبريل                     | مايو                      | يونيو                     | يوليو                     | أغسطس                     | سبتمبر                    | أكتوبر                    | نوفمبر                    | ديسمبر                    | المعدل السنوي             |
| --------------------------------- | ------------------------- | ------------------------- | ------------------------- | ------------------------- | ------------------------- | ------------------------- | ------------------------- | ------------------------- | ------------------------- | ------------------------- | ------------------------- | ------------------------- | ------------------------- |
| متوسط درجة الحرارة الكبرى °م (°ف) | 9.4 (48.9)                | 10.8 (51.4)               | 14.3 (57.7)               | 18.7 (65.7)               | 23.5 (74.3)               | 27.2 (81.0)               | 29.9 (85.8)               | 30.3 (86.5)               | 28.8 (83.8)               | 23.3 (73.9)               | 16.2 (61.2)               | 10.9 (51.6)               | 20.3 (68.5)               |
| المتوسط اليومي °م (°ف)            | 5.1 (41.2)                | 6.5 (43.7)                | 9.3 (48.7)                | 13.2 (55.8)               | 17.5 (63.5)               | 21.1 (70.0)               | 22.9 (73.2)               | 23.3 (73.9)               | 21.8 (71.2)               | 17.1 (62.8)               | 11.2 (52.2)               | 6.7 (44.1)                | 14.6 (58.4)               |
| متوسط درجة الحرارة الصغرى °م (°ف) | 0.7 (33.3)                | 2.1 (35.8)                | 4.2 (39.6)                | 7.6 (45.7)                | 11.5 (52.7)               | 14.9 (58.8)               | 15.8 (60.4)               | 16.2 (61.2)               | 14.8 (58.6)               | 10.9 (51.6)               | 6.2 (43.2)                | 2.4 (36.3)                | 8.9 (48.1)                |
| الهطول مم (إنش)                   | 86 (3.4)                  | 75 (3.0)                  | 68 (2.7)                  | 17 (0.7)                  | 4 (0.2)                   | 0 (0)                     | 0 (0)                     | 0 (0)                     | 0 (0)                     | 5 (0.2)                   | 32 (1.3)                  | 72 (2.8)                  | 359 (14.1)                |
| المصدر: climate-data.org          |                           |                           |                           |                           |                           |                           |                           |                           |                           |                           |                           |                           |                           |

## أعلام الكرك
- المشير حابس رفيفان المجالي، قائد الجيش الاردني ووزير دفاع وحاكم عسكري عام.[5]
- دولة عبد السلام المجالي، رئيس الوزراء ووزير الخارجية والدفاع.[6]
- دولة فايز الطراونة، رئيس الوزراء ورئيس الديوان الملكي.
- حماد المعايطة، عضو مجلس الأعيان.[7]
- اللواء عبيدالله المعايطة، مدير الامن العام[8]
- الفريق أول الركن خالد جميل الصرايرة، قائد الجيش الاردني.[9]
- دولة هزاع المجالي، رئيس الوزراء.
- دليل قسوس، سفير دولة فلسطين لدى العراق.

وشغل العديد من ابناؤوها منصب وزير دولة وسفير ورؤساء اجهزة امنية وقيادات عسكرية ورؤساء مجلس نواب.
• اللواء عبدالسلام محمد الحرازنه ورئيس مؤته العسكريه. 
• مستشار الوزير مجدي عطالله العمرو.

## معرض صور

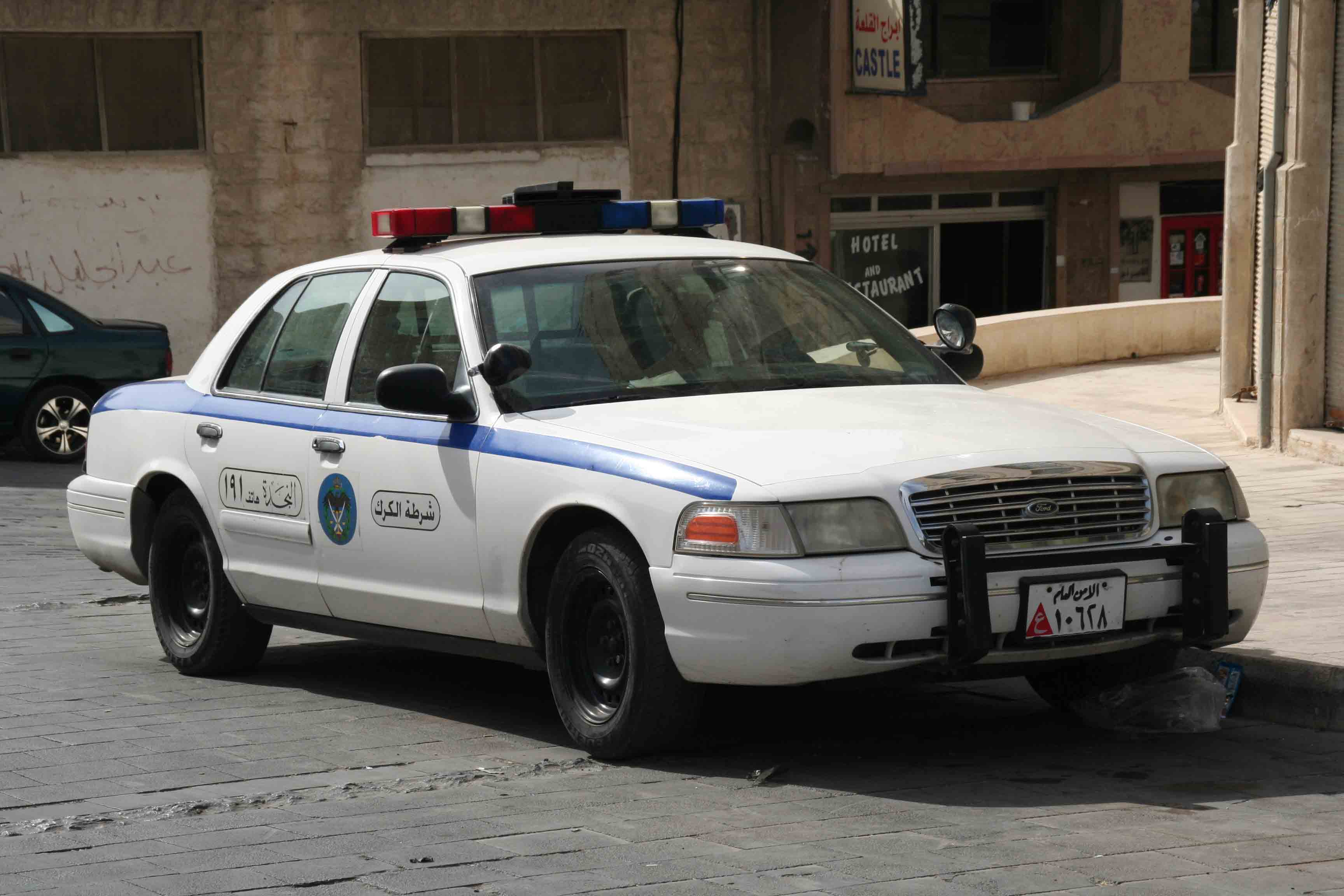
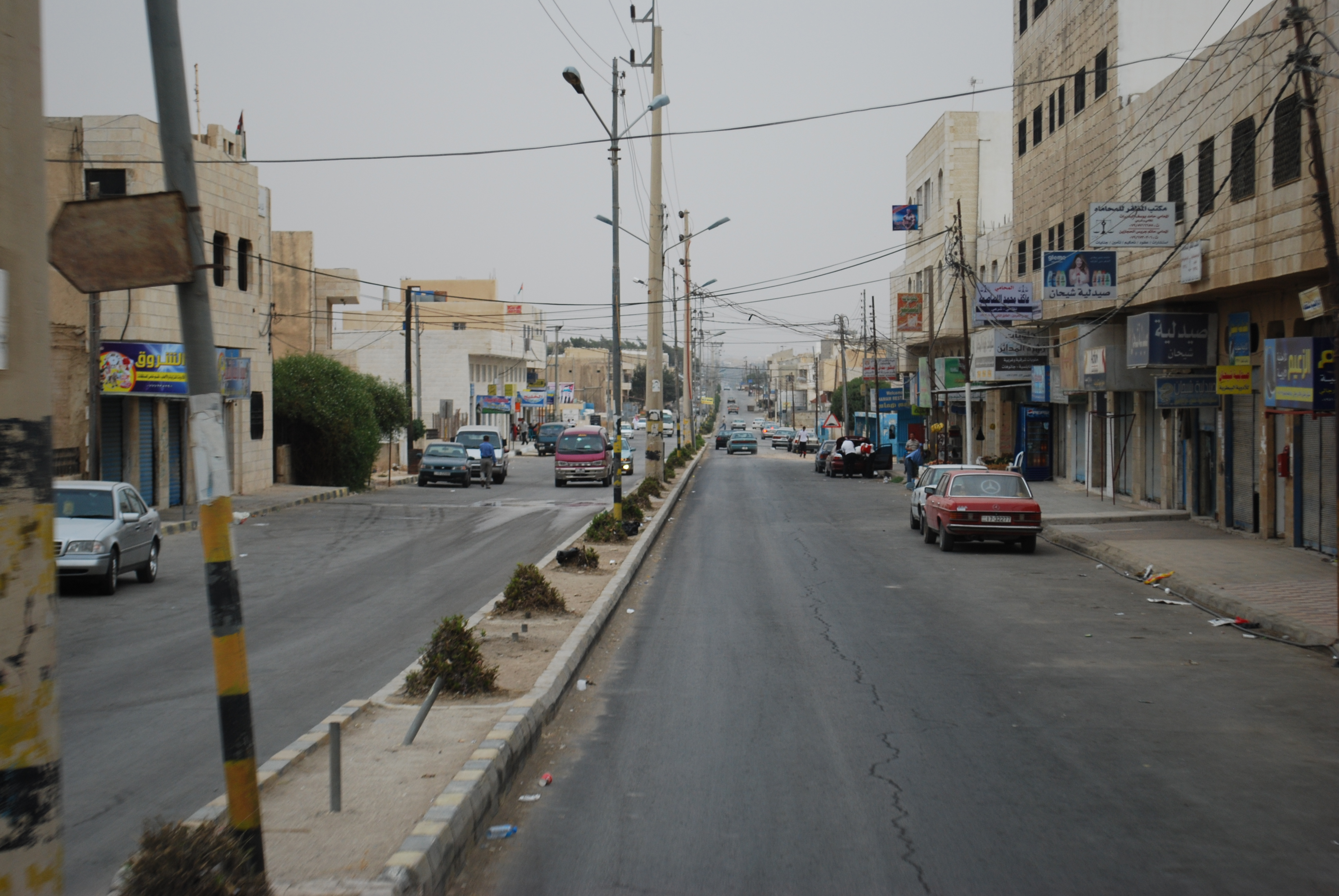
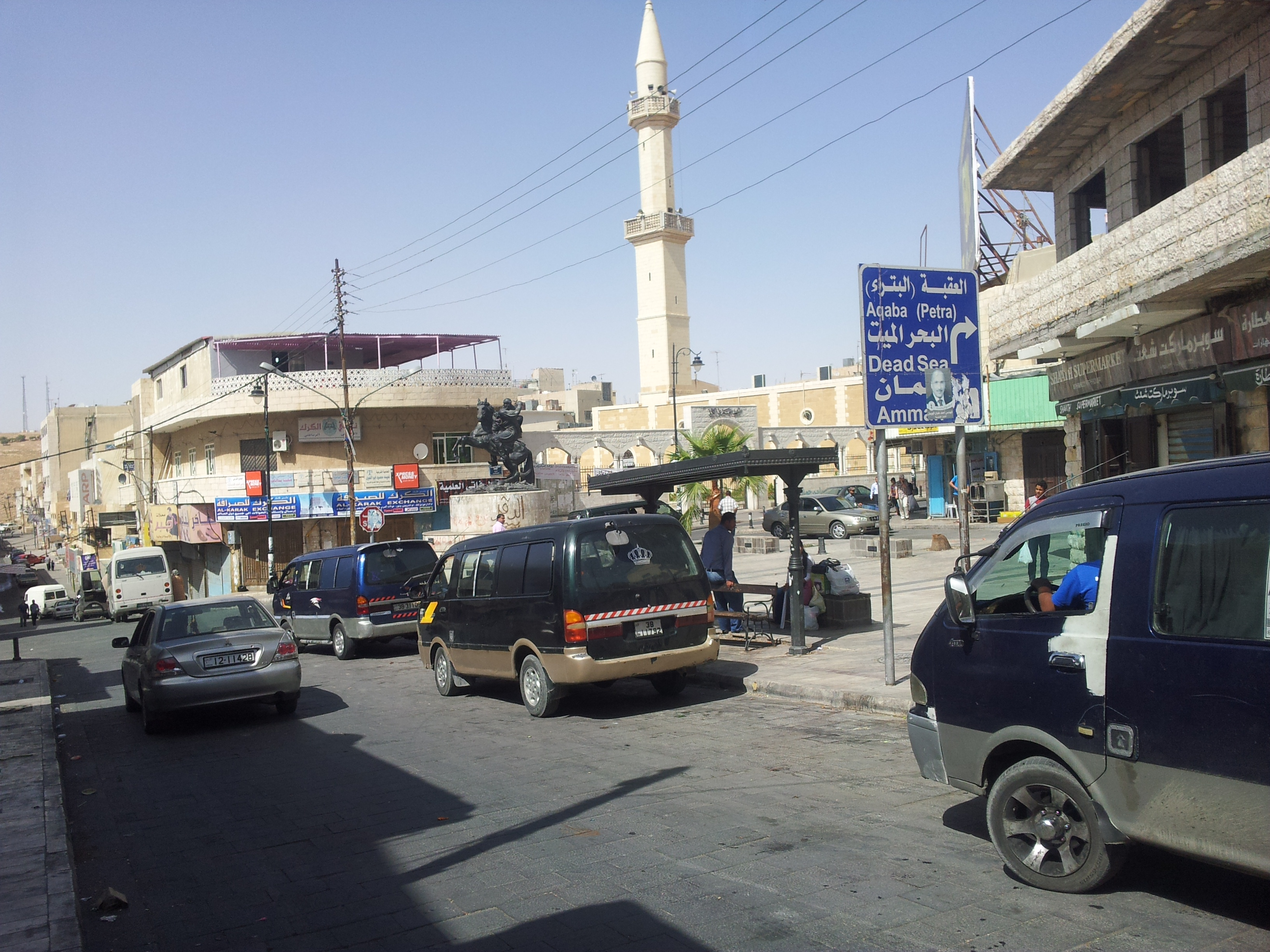
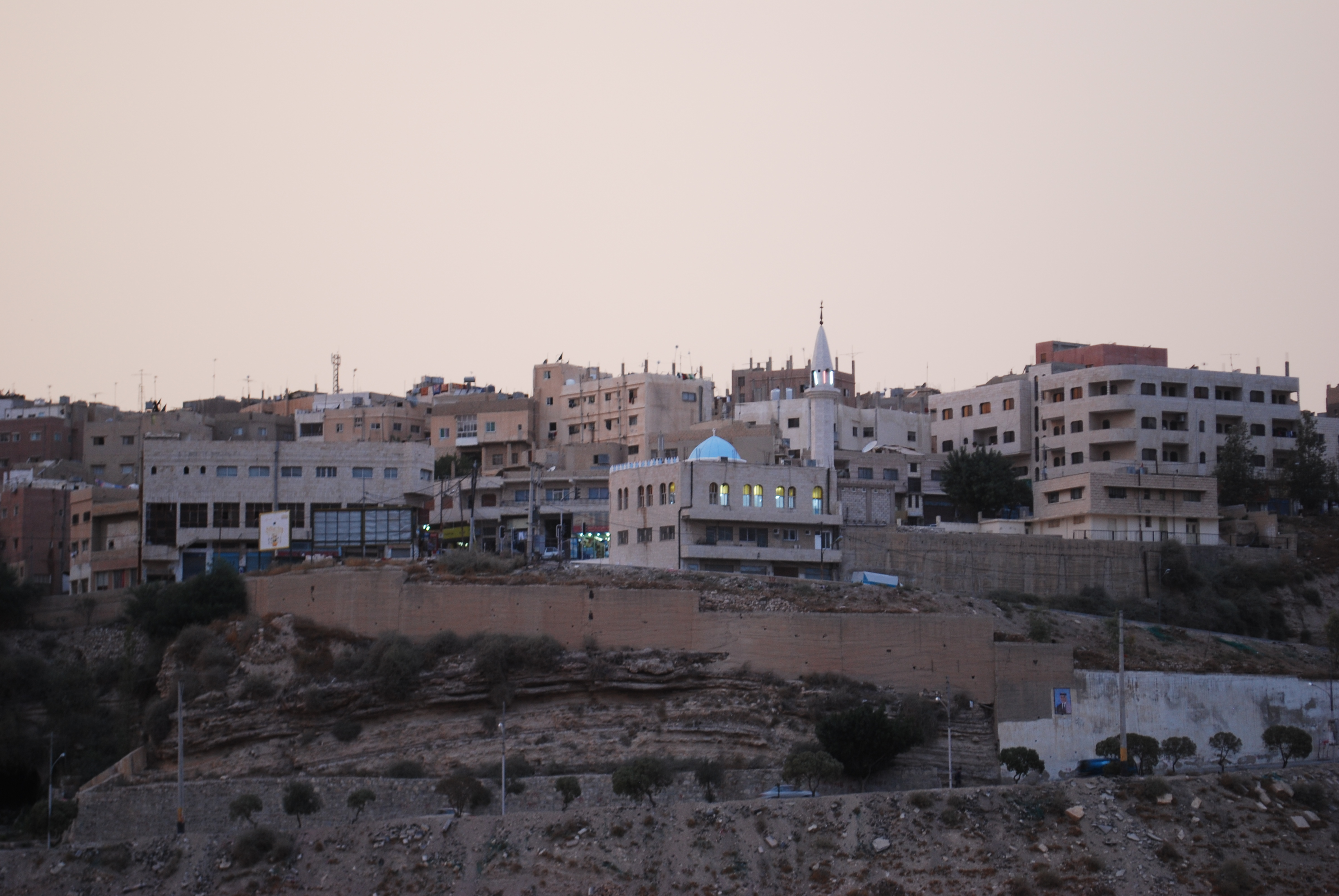
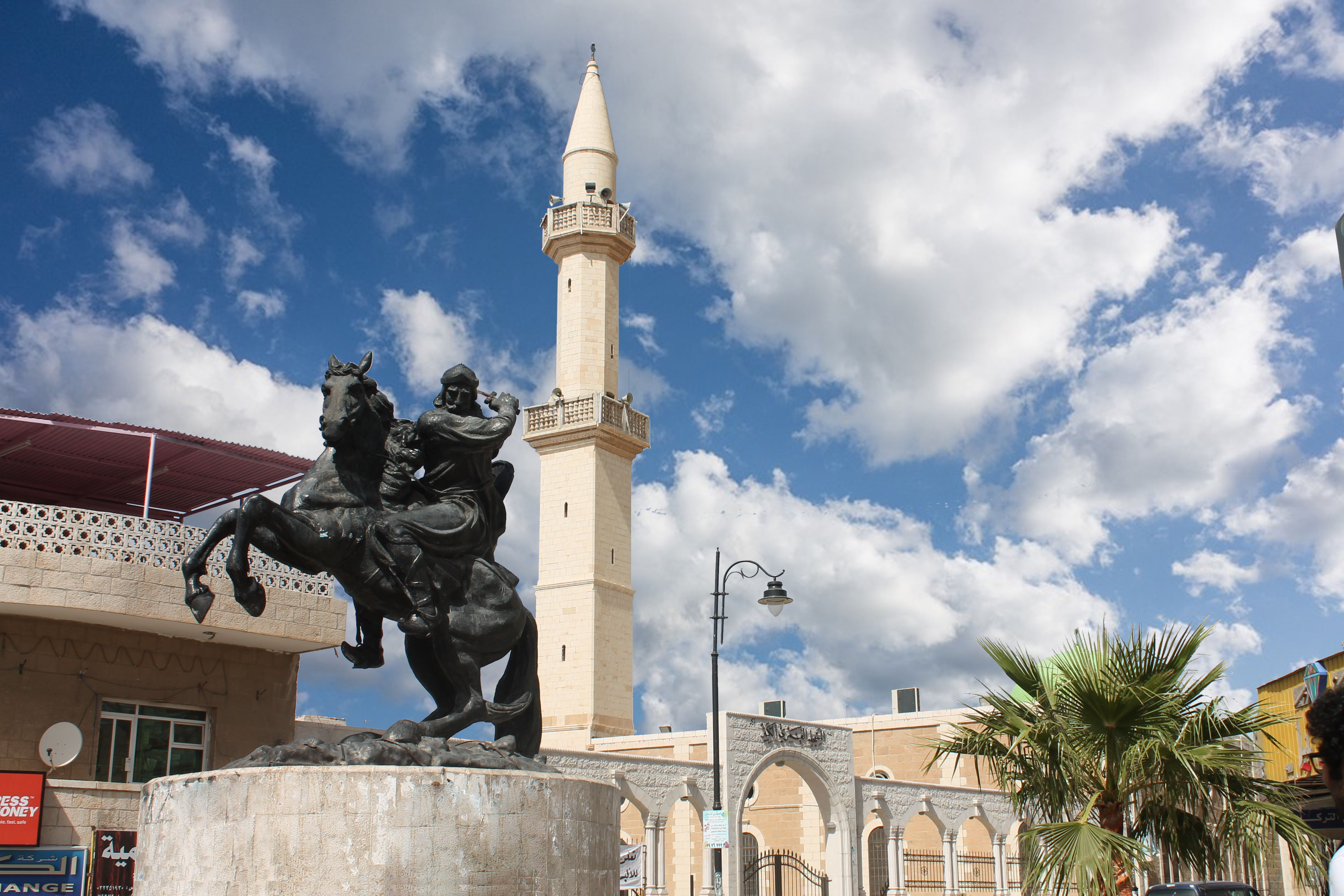